# Édgar Martínez Romero
Édgar Enrique Martínez Romero (Sincelejo, 1946) es un economista y político colombiano, que se desempeñó en dos ocasiones como Gobernador del Departamento de Sucre. 

## Biografía
Nació en Sincelejo, capital del Departamento de Sucre, en 1946. Estudió economía en la Universidad INCCA, misma de la cual tiene una especialización en el sector agropecuario.
Comenzó su carrera en el sector público como certificador de documentos en la Registraduría de Instrumentos Públicos de Bogotá, antes de pasar a ser jefe de servicios generales del Instituto de Mercadeo Agropecuario (IDEMA), entidad adscrita el Ministerio de Agricultura.
Trabajó para la Contraloría General de la República, desempeñándose como Auditor Nacional ante entidades como Coldeportes, la Junta de Deportes de Bogotá, el Instituto Colombiano para el Fomento de la Educación Superior (ICFES), Ferrocarriles Nacionales de Colombia, el Instituto Nacional de Comercio Exterior (INCOMEX) y el Instituto de Fomento Industrial (IFI).
Posteriormente pasó a trabajar en el sector bancario, siendo gerente del Banco Ganadero de Sincelejo, Presidente Nacional de la Financiera Agraria y Presidente Fundador de la Asociación Bancaria en 1987. Seguidamente se desempeñó como Presidente de la Cámara de Comercio de Sincelejo (1987-1989).
En las elecciones regionales de 1991 fue elegido como el primer Gobernador de Sucre por voto popular, en representación del Partido Liberal y con el apoyo de las casas políticas Guerra y García, para el mandato 1992-1994.
En las elecciones regionales de 1997 buscó un segundo mandato en la gobernación; aunque estuvo a punto de ganar - el día de las elecciones cerró con la mayor cantidad de votos -, un fraude electoral orquestado por el senador Álvaro García Romero en el municipio de San Onofre se lo impidió. Posteriormente se postuló al Senado de la República y a la Alcaldía de Sincelejo, sin éxito.
Se desempeñó como Subdirector de Fiscalización Aduanera en la Dirección de Impuestos y Aduanas Nacionales (DIAN) entre 2002 y 2003.
En las elecciones regionales de 2015 se presentó por tercera vez como candidato a la Gobernación de Sucre, esta vez con el aval del Partido Cambio Radical. Resultó elegido para un segundo mandato con 205.265 votos, equivalentes al 48,89% del total.